# Silkevejen (film)
Silkevejen er en dansk film fra 2004.
- Manuskript og instruktion Jytte Rex.

Blandt de medvirkende kan nævnes:
- Ellen Hillingsø
- Jens Jørn Spottag
- Niels Barfoed
- Bodil Jørgensen
- Bodil Lassen
- Louise Mieritz